# سارا مک‌لاکلن
سارا ان مک‌لاکلِن (به انگلیسی: Sarah Ann McLachlan) زادهٔ ۲۸ ژانویه ۱۹۶۸، خواننده و ترانه‌سرای کانادایی است.
شناخته شده با صدای سوپرانو و آهنگهایی با اشعار موزون، تا سال ۲۰۰۶ در حدود ۴۰ میلون آلبوم از وی به فروش رفته‌است.
پر فروش‌ترین آلبوم او سرفیسینگ برایش ۲ جایزه گرمی (از ۴ کاندیدایی) و ۲ جایزه جونو به ارمغان آورده‌است.

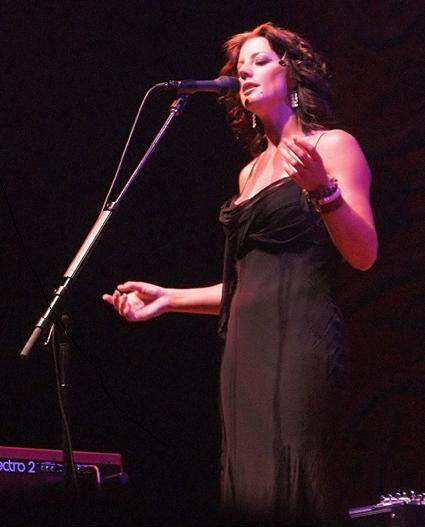
سارا مک لاکلن در حال اجرا در مرکز جان لابات، لندن اونتاریو در حین تور آفترگلو، سال ۲۰۰۵